# 香港教育大學
香港教育大學（英語：The Education University of Hong Kong），簡稱教大，是香港唯一以師範教育為本的大學，亦是八間大學教育資助委員會（教資會）資助的法定公立大學之一。
教大前身為香港教育學院，其於1993年合併五間師訓學院而成。2015年9月，大學教育資助委員會經評審認為教院採取的內部學術流程，其質素與其他教資會資助大學並無二致，而在院校層面，如管理、研究、畢業生水平等方面亦與其他教資會資助的大學比肩，反映其已合乎教資會資助大學水平，因此教資會向行政會議建議讓香港教育學院正名大學。2016年1月，行政長官會同行政會議批准向教院授予大學名銜。2016年5月，立法會三讀通過《2016年香港教育學院（修訂）條例草案》，於同月刊憲生效，「香港教育學院」正式改名為「香港教育大學」，成為香港第十間大學及第八間由教資會督導的大學。

## 歷史
香港教育大學的歷史可追溯自1853年聖保羅書院開辦的首個正規在職教師培訓課程，故此教大是為香港歷史起源最早的專上院校。
1939年起，隨著政府及社會大眾對師資教育的關注及需求不斷增加，羅富國師範學院（羅師）、葛量洪師範學院（葛師）、柏立基師範學院（柏師）、香港工商師範學院（工商院）和語文教育學院（語教院）等相繼成立，開辦正規的師資培訓課程，為香港教育提供具備資歷的教師。但基於行政架構所限，縱然各學院間有所合作，仍未能善用師範教育資源，而教職員亦難以在學術界上有所建樹。
1992年6月，教育統籌委員會第五號報告書建議當時五間師訓學院合併，成為一所獨立自主的「香港教育學院」，以解決上述問題。
1993年，政府批出原先為嶺南大學預留選址之一的大埔露輝路山地，以供教院建立永久校舍（嶺南大學則選於屯門虎地原預留給香港科技大學的選址建立永久校舍）。
1993年2月14日，香港教育學院臨時校董會成立，並與教育統籌司於交易廣場二座38樓合署辦公，籌建教院事宜正式進入直路。
1994年3月，依照教育統籌委員會第五號報告書的建議，政府頒布《香港教育學院條例》，條例於同年4月25日生效，四所師訓機構和語文教育學院將合併成為香港教育學院（簡稱：教院，縮寫 ），香港教育學院正式成立，進一步提升師資教育和有關的專業培訓課程的質素；總辦事處設於香港島銅鑼灣新寧大廈9-11樓，另設10間分校，主要提供教育文憑課程及在職教師培訓課程。
1994年9月1日，五所教育學院從教育署延續教育部移交教院，正式宣告合併，教育署由此不再兼營任何專上院校。此時的教院雖然尚未具備自行頒授學位的資格，但開始與香港公開進修學院等其他專上院校合辦師範銜接學位課程。
1995年9月1日起，前身五所教育學院（分校）院長保留的權力一併收歸學院中央，結束暫行類似書院聯邦制的一年過渡期；而原先受聘於教育署的約三分之二、通過教院轉職面試的教職員，亦於同日改由教院聘用。
1996年，教院獲納入為大學教育資助委員會資助院校。
1997年10月，香港教育學院以三星期時間，遷進位於新界大埔的新校園至今。
1998年，教院開設首項學士學位課程。
2001年，白石角運動中心啟用。
2004年，教院取得自行評審其學位及以上程度師資訓練課程資格。
2007年，教院向大學教育資助委員會提交正名大學之申請及相關發展藍圖。
2009年6月，特區政府宣布於2009-2012三年期，向教院增撥120個學士學位學額和30個研究課程學額，和每年額外撥款港幣2,200萬元。
2010年1月，大學教育資助委員會接納教院開辦研究生課程的計劃，並同意其擴展學術領域，就人文（以語文為主）、社會科學和創意藝術及文化三個學科範疇，增辦本科課程。教院於2010年9月開辦首兩項非教育類課程，分別為語文研究榮譽文學士和全球及環境研究榮譽社會科學學士課程。兩項課程均獲香港學術及職業資歷評審局外部評審小組的支持。
2011年9月起更開辦創意藝術與文化榮譽文學士課程和大中華地區研究榮譽社會科學學士課程。2012年9月則增設心理學榮譽社會科學學士課程。

香港教育學院校徽
（由成立時1994年使用至2016年5月26日）

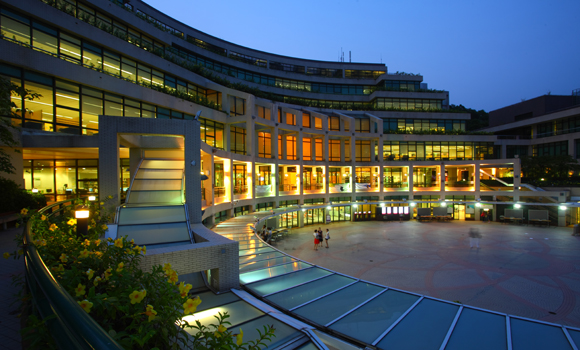
香港教育大學 蒙民偉圖書館及中央廣場

2016年1月，行政長官會同行政會議批准向教院授予大學名銜，「香港教育大學」及「The Education University of Hong Kong」成為新的中英文名稱，《2016年香港教育學院（修訂）條例草案》2月19日刊憲，再提交立法會及經三讀通過後於5月27日刊憲生效。，成為第8間教資會資助大學及香港第10間大學。

## 正名大學歷程
由教資會資助及監管辦學質素的四所大學（浸大、理大、城大、嶺大）先後在1994年和1999年中取得自我評審資格，獲授予大學名銜，並相繼由「學院」升格為「大學」，此外都大由原香港政府直轄，經香港總督會同行政局先後在1996年和1997年中取得自行評審資格，獲授大學名銜，由「學院」升格為「大學」。香港教育學院在2004年取得其師資教育課程的自我評審資格，並在2007年6月申請正名為大學，政府邀請教資會為此研究並給予意見。2009年2月教資會在其《香港教育學院（發展藍圖）檢討工作小組報告》中，指出香港不宜設立一所單學科的教育大學，意即教院正名大學之申請遭否決。。
教資會在該報告中建議教院發展其他學科，認為教院有能力開辦非教育學士（non-BEd）課程。2009年6月下旬，時任教育局局長孫明揚宣佈政府增撥本科生和研究生學額予教院，並准許教院開辦非教育學士課程。教院在 2010 學年開始開辦非教育學士課程，如語文研究（榮譽）文學士課程和全球及環境研究（榮譽）社會科學學士課程等等。
「教院」正名為「教大」過程分為「三部曲」：

### 「第一部曲」
香港學術及職業資歷評審局對教院的非教育學士課程進行「課程覆審」（Revalidation），已於2013年11月完成。

### 「第二部曲」
2014年4月，香港學術及職業資歷評審局派員到教院考察，為其社會科學及人文學科相關的課程進行「學科範圍評審」（Programme Area Accreditation）。評審報告在2014年7月發佈，對教院評價正面，隨後教院正式向教育局提交正名大學的申請。

### 「第三部曲」
2014年10月中，教資會按教育局要求成立檢討小組，研究教院升格大學之申請。小組於2015年2月上旬派員到教院進行「院校檢討」（Institutional Review），預料數月內撰寫檢討報告，9月送呈教資會，並由教資會向教育局提交相關報告。教育局屆時將決定是否向行政會議推薦及通過報告。若獲行政會議通過，《香港教育學院條例》修訂草案將提交立法會審議。若正名大學申請獲批，教院便如上述四所受教資會資助的大學一樣，獲授予大學名銜並正名為「大學」。 校名更改事宜屆時會向師生、校友和業界諮詢，初步選擇為「香港師範大學」或「香港教育大學」。現已完成投票，最快於2016年2月待行政會議通過及完成立法會修例後才使用，將正名「香港教育大學」及「The Education University of Hong Kong（EdUHK）」。
2015年9月，大學教育資助委員會為保證該會資助大學的水平，教院需要和全部七間教資會管理大學的標準進行嚴格的質素評審，委員會其後認定教院採取的內部學術流程，其質素與其他教資會資助大學並無二致，而在院校層面，如管理、研究、畢業生水平等方面亦與其他教資會大學比肩，反映其已合乎委員會資助大學水平，委員會同意向行政會議建議香港教育學院應正名大學。2016年1月，行政長官會同行政會議批准向教院授予大學名銜，教院的中、英文名稱將分別改為「香港教育大學」及「The Education University of Hong Kong」。有關改名的《2016年香港教育學院（修訂）條例草案》2月19日刊憲，3月2日提交立法會。新校名修訂條例草案在2016年5月19日經立法會三讀通過並於5月27日刊憲生效。
註：由於教院屬教資會資助院校，除了要通過學術評審局評審小組評核外，也要像另外七間管理大學通過教資會所成立的評審小組評核，達到由教資會管理的大學互相對照而成的標準。事實上，教育學院申請正名大學，教資會會以七間現有該會資助的大學合成的評核標準，判斷教院是否達到其資助大學應有水平，當中準則便包括「充足的」研究能力。在教資會的督導下，教院需向教資會證明其採取的內部學術流程，及在院校層面，如管理、研究、畢業生水平等方面和其他教資會資助的大學一致，才可獲教資會通過向行政會議建議，向其授予大學名銜。

## 組織機構

### 校董會
根據香港行政長官校監必然制，香港教育大學的校監是香港特別行政區行政長官。根據《香港教育大學條例》，校董會為學院的管治核心。
校董會學生成員席位通常由學生代表，即香港教育大學學生會會長出任。然而，因學生會在2022年1月20日被校方拒絕承認，所以在2022年5月26日開始，將改由校方直接委任學生成員。

### 歷任校長
1994年4月25日至2016年5月26日為香港教育學院。
| 任 | 肖像 | 校長        | 上任          | 卸任           | 備註                 |
| -- | ---- | ----------- | ------------- | -------------- | -------------------- |
| 1  |      | 梁志強 博士 | 1994年 6月    | 1997年 5月     |                      |
| 2  |      | 許美德 教授 | 1997年 9月    | 2002年 3月     |                      |
| 3  |      | 莫禮時 教授 | 2002年 4月    | 2007年 7月     | 不獲續約             |
| -  |      | 李榮安 教授 | 2007年 7月    | 2007年 12月    | 署任                 |
| 4  |      | 張炳良 教授 | 2008年 1月    | 2012年 6月     | 轉任運房局局長而請辭 |
| -  |      | 鄭燕祥 教授 | 2012年 7月    | 2013年 8月     | 署任                 |
| 5  |      | 張仁良 教授 | 2013年 9月1日 | 2023年 8月31日 | [ 50 ]               |
| 6  |      | 李子建 教授 | 2023年 9月1日 |                | 現任                 |

## 學院與課程
香港教育大學設有3個學院（博文及社會科學學院、教育及人類發展學院、人文學院），轄下共16個學系（亞洲及政策研究學系、文化與創意藝術學系、健康與體育學系、數學與資訊科技學系、科學與環境學系、社會科學系、課程與教學學系、幼兒教育學系、教育政策與領導學系、國際教育與終身學習學系、心理學系、特殊教育與輔導學系、中國語言學系、英語教育學系、語言學及現代語言系、文學及文化學系），提供不同範疇的本科課程，包括教育學士、文學士及社會科學學士，同時也為在職教師提供兼讀制進修課程；而研究生院則負責統籌各研究式或修課式的博士及碩士課程，如哲學博士及教育博士等。修讀教育學士或教育文憑的學生需通過兩次教學實習，而所有教學實習則由「院校協作與學校體驗事務處」負責統籌。此外，學院並設多個校級研究與發展中心，追求卓越的研究和合作項目，並積極參與社會。
| 學術學院           | 專業學院、學系 | 網頁                   |
| ------------------ | --- | ---------------------- |
| 教育及人類發展學院 | 課程與教學學系（C&I）、幼兒教育學系（ECE）、教育政策與領導學系（EPL）、國際教育學系（IE）、心理學系（PS）、特殊教育與輔導學系（SEC）             | （页面存档备份，存于） |
| 人文學院           | 中國語言學系（CHL）、英語教育學系（ELE）、語言學及現代語言系（LML）、文學及文化學系 （LCS）、語文教育中心（CLE）                                 | （页面存档备份，存于） |
| 博文及社會科學學院 | 亞洲及政策研究學系（APS）、文化與創意藝術學系（CCA）、健康與體育學系（HPE）、數學與資訊科技學系（MIT）、科學與環境學系（SES）、社會科學系（SSC） | （页面存档备份，存于） |
| 研究生院           | 所有學系 | （页面存档备份，存于） |

## 設施

### 大埔校園

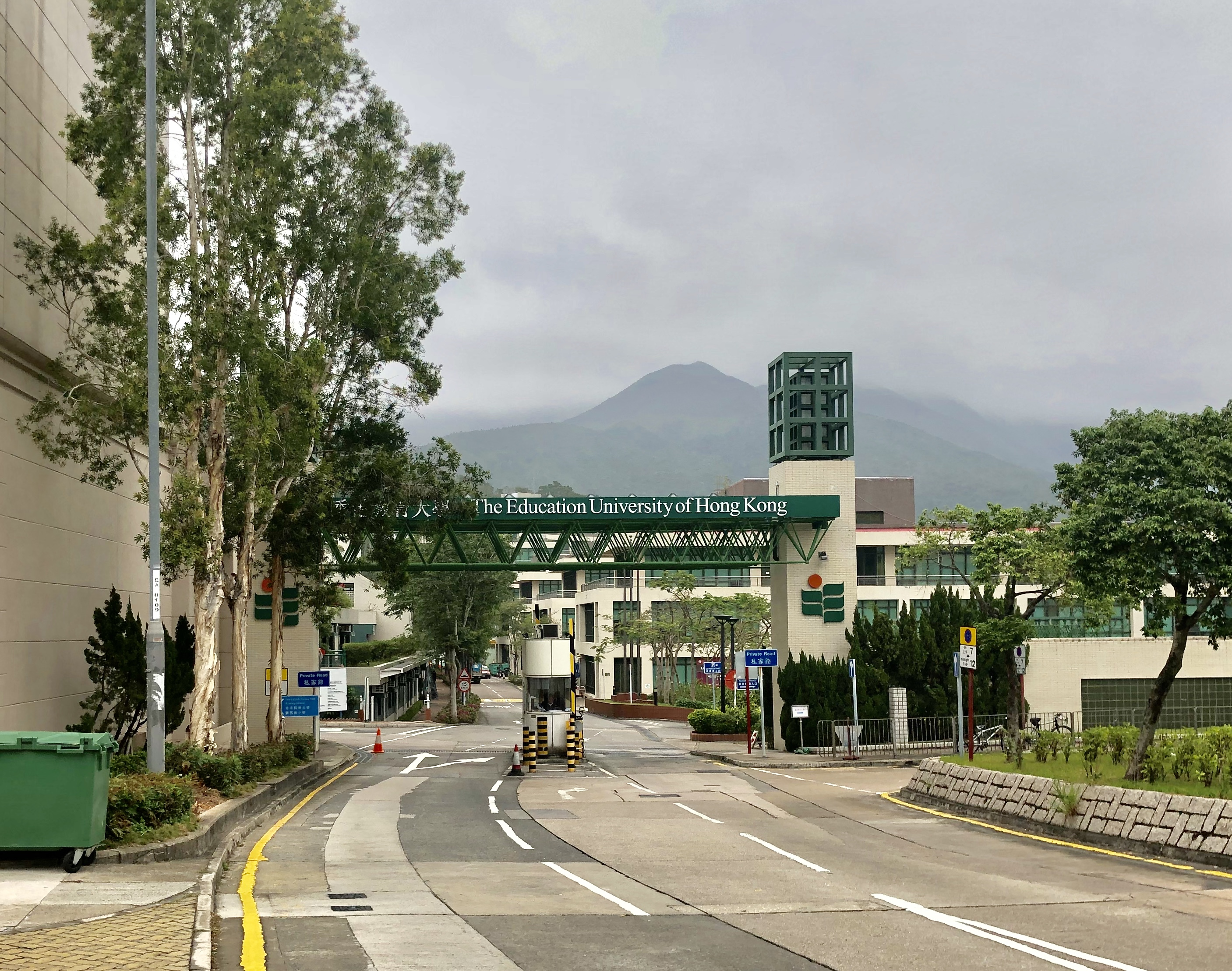
香港教育大學大埔校園入口

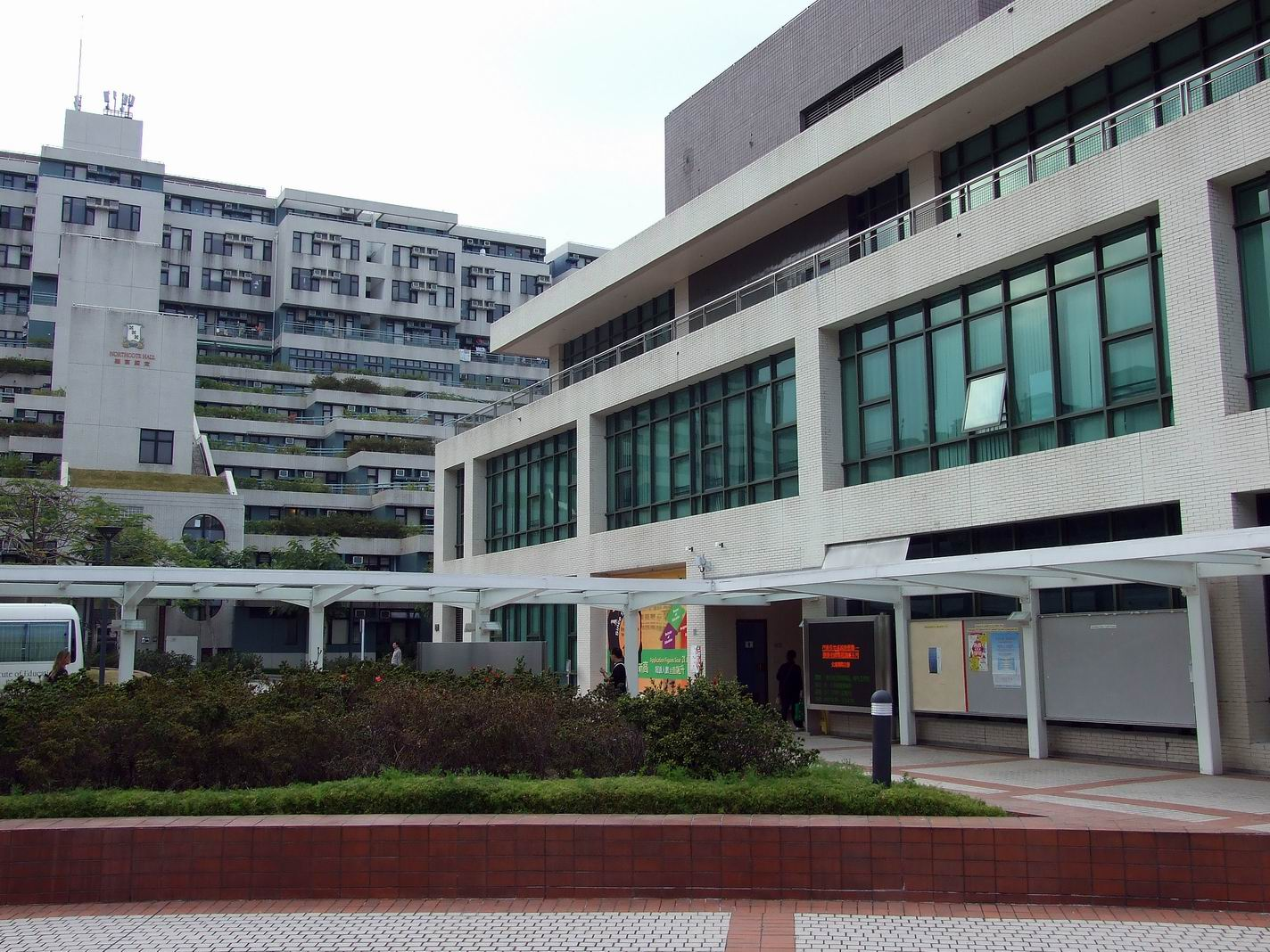
教學大樓南翼（背景為羅富國堂宿舍）

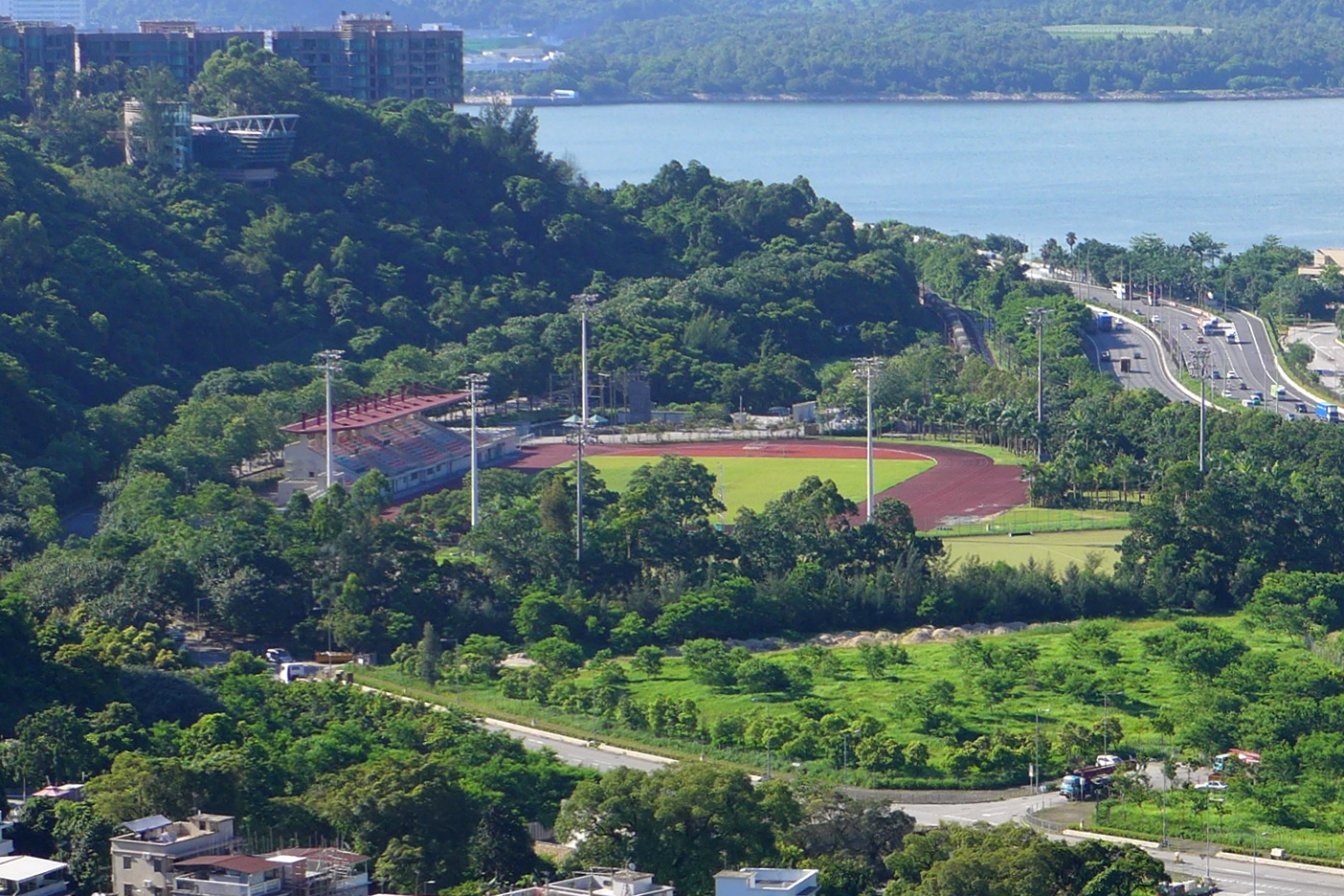
位於白石角香港教育大學運動中心

位於香港新界東大埔露屏路10號，佔地12.5公頃，由著名建築公司巴馬丹拿（P&T Group）設計，瑞安建業（A至D座）、日本青木建設（E座文康中心及聚學樓）及均利建築（宿舍）承建，於1996年5月28日由前港督彭定康主持奠基，並於1998年2月26日由前行政長官董建華揭幕正式啟用。校園由行政大樓、教學大樓、文康及運動綜合大樓、學生宿舍及戶外體育設施組成。
2020年1月起，校方進行出入管制措施，不許許公眾自由進出，未有明確回應何時重開校園。
曹貴子基金會大樓（A座）
為校園的行政中心，設有接待處、保安中心、多個行政部門、學生活動場地及保健中心等。
中央大樓（C座）
中央大樓內設有蒙民偉圖書館、彥膳坊（飯堂）、東亞銀行香港教育大學分行、學生會室、資訊科技中心、演講廳及學生活動室等設施；位於平台層，飯堂外的中央廣場，亦為學生活動的主要進行地點之一。中央大樓和兩翼多座教學大樓互相連接，形成教育大學的主體建築。
教學大樓（B座）及（D座）
教學大樓本身是由多座建築互相連接而成（近校園出入口的南翼為B1至B4座，於中央大樓另一端的北翼為D1至D4座）。教學大樓內設有演講廳、課室、實驗室、專業製作室、工作室、資源中心及電腦室等教學設施，同時亦設有各學系及研究中心之辦公室。
文康運動綜合大樓（E座）
供所有學生使用的教學暨活動設施，室外部分設有足球場、籃球場、網球場及游泳池，室內則設有張海源運動場、游泳池、壁球室、健身室及體操房等設施。此外亦設有會議中心等其他設施。
新教學大樓
配備「教育未來」的科技應用，以推動STEM及人工智能教育等領域的發展，包括一個可容納400人的多功能大演講廳、10間教室及2個虛擬教室等設施，預計於二零二五／二六年度落成。
學生及教職員宿舍
教大設有3座傳統宿舍，分別為羅富國堂（Northcote Hall，附設職工宿舍）、葛量洪堂（Grantham Hall）及柏立基堂（Robert Black Hall），共提供約1,500個宿位。傳統宿舍各樓高11層，除公共空間層外，每層設有多個2人或3人單位，以及茶水間和浴廁等共用設施。公共空間層設有活動室、洗衣房、電腦室、小賣部、音樂室等設施。
除3座傳統宿舍外，教大亦設有賽馬會學生宿舍（Jockey Club Student Quarters，原先為高級教職員宿舍中低層單位，興建期間因教資會房屋津貼政策改變而將該等單位改作學生宿舍，剩下三分之一極高層單位仍作教職員宿舍），提供約500個宿位。此宿舍為家庭式設計，舍內設有多個9人及12人單位，各單位內設獨立浴廁及廚房。教大亦會為高級教職員及其他駐校員工提供宿舍。
賽馬會小學
位於大埔校園內的示範學校，8層校舍依山而建，附有中央庭園及梯階式花園，由香港著名建築教育學者劉秀成設計，並獲得香港建築師學會年獎「2002年全年建築大獎」。
幼兒發展中心
位於大埔校園賽馬會學生宿舍底層，附屬於幼兒教育學院，由「香港匯豐銀行慈善基金」捐助785萬港元興建，以自負盈虧及非牟利的形式獨立運作。
香港教育博物館
位於大埔校園教學大樓北翼D1座平台的博物館，由教大圖書館及教大社會科學系協辦，於2009年5月15日成立，主要介紹香港教育歷史及發展，展覽主題包括教育之地位及教育對社會的貢獻，以及香港師訓發展等等。博物館於每日早上10時至下午5時向公眾開放，公眾假期休息。

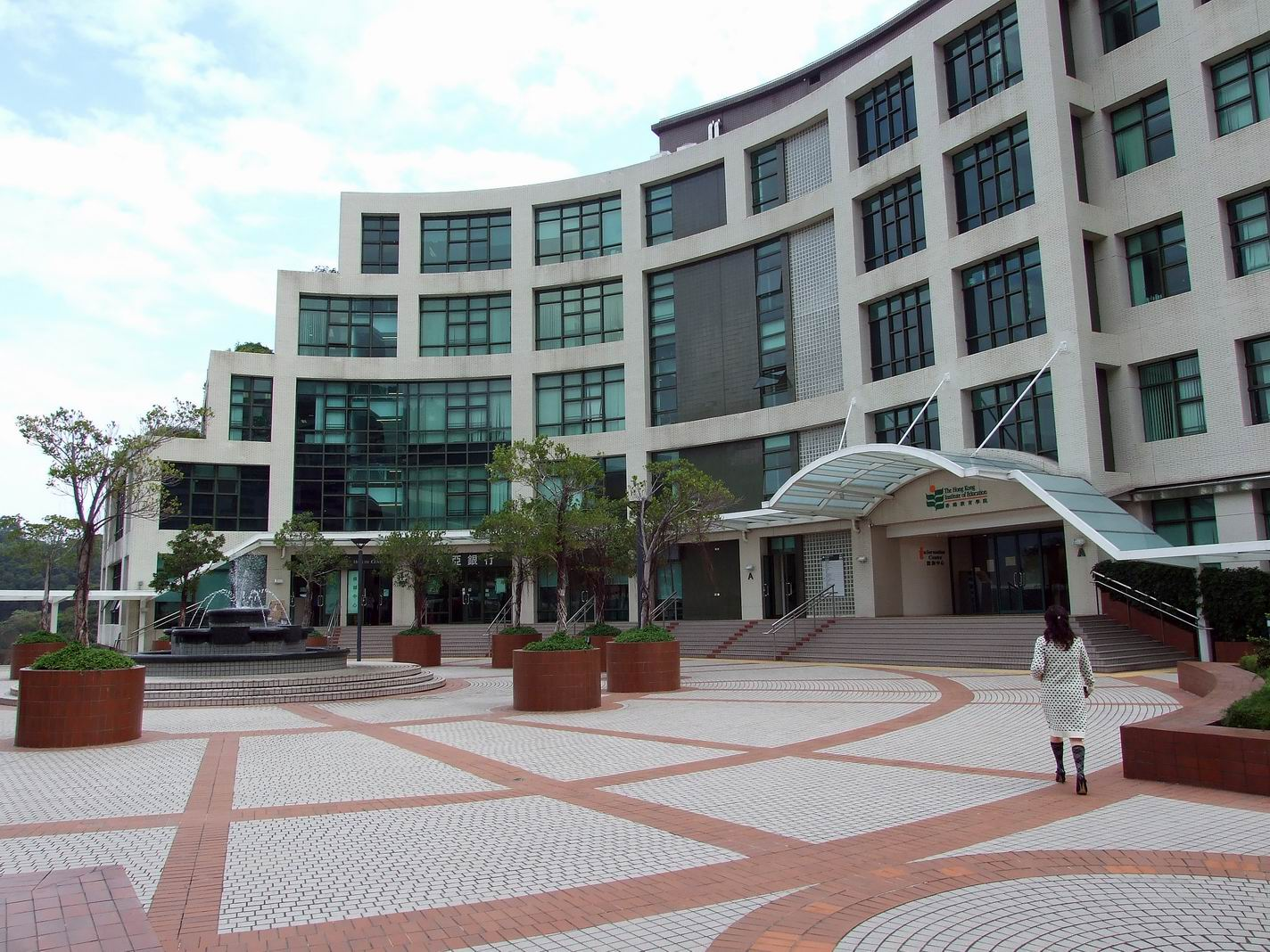
行政大樓
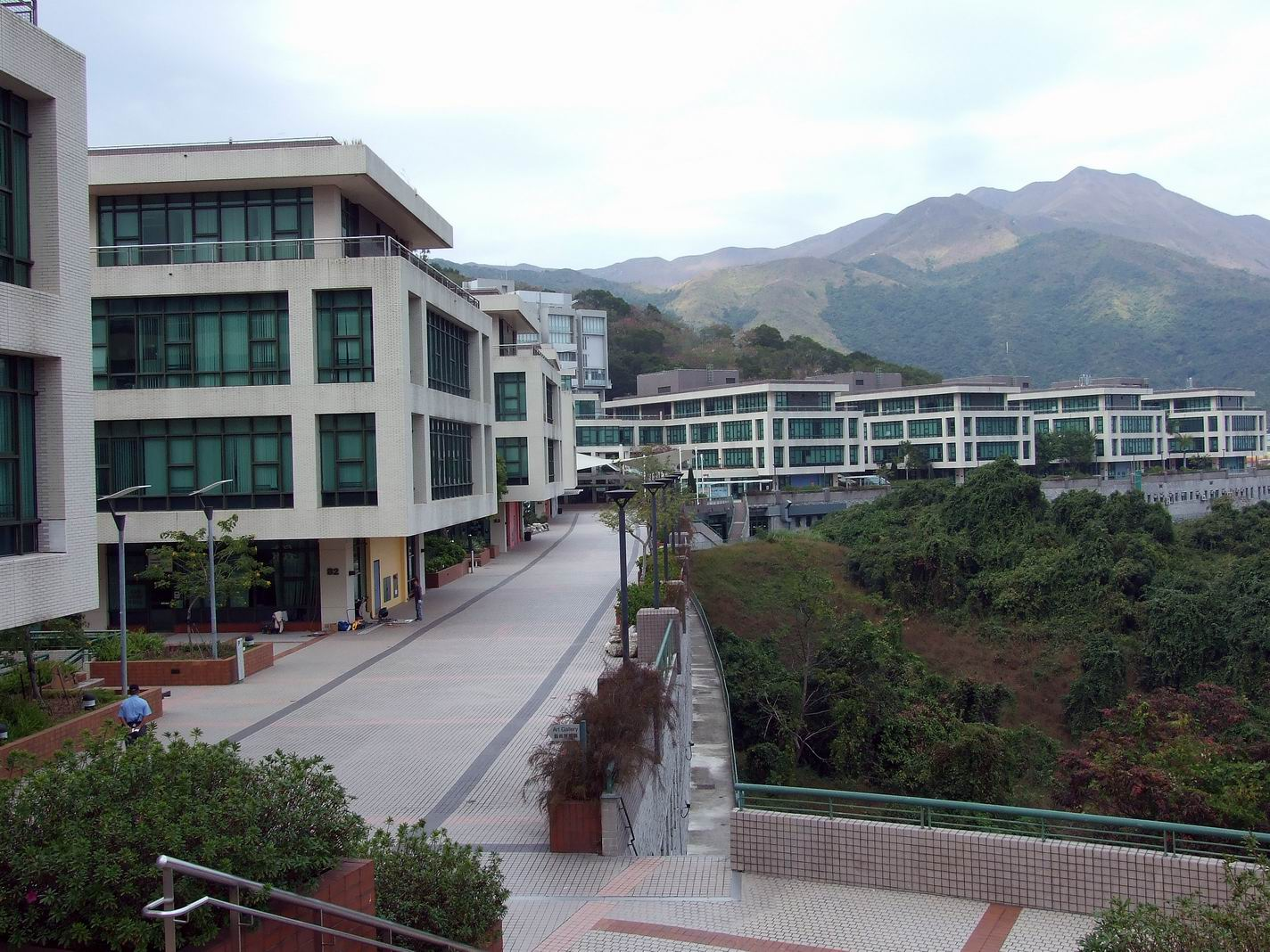
教學大樓南翼及北翼
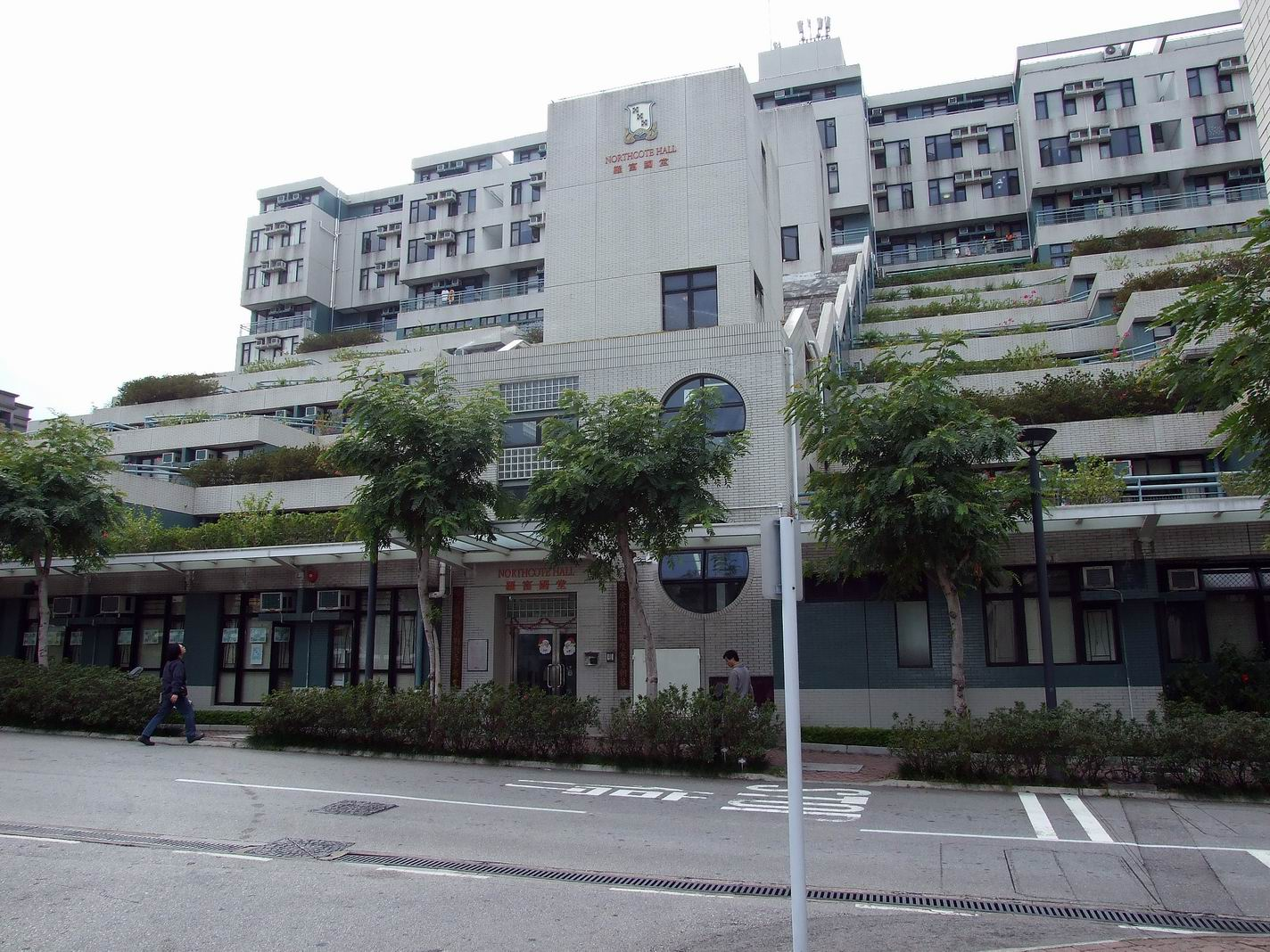
羅富國堂
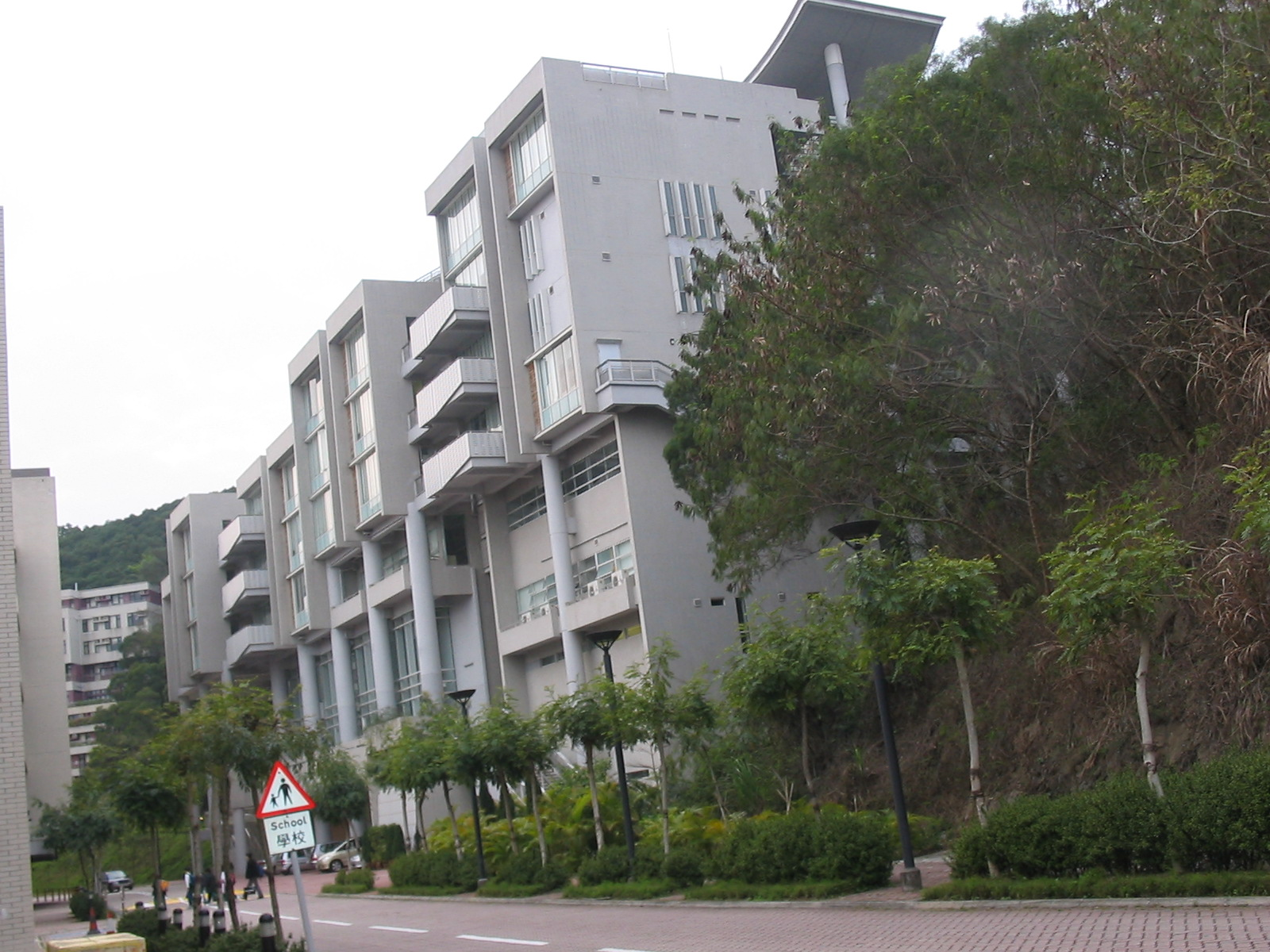
香港教育大學賽馬會小學

### 運動中心

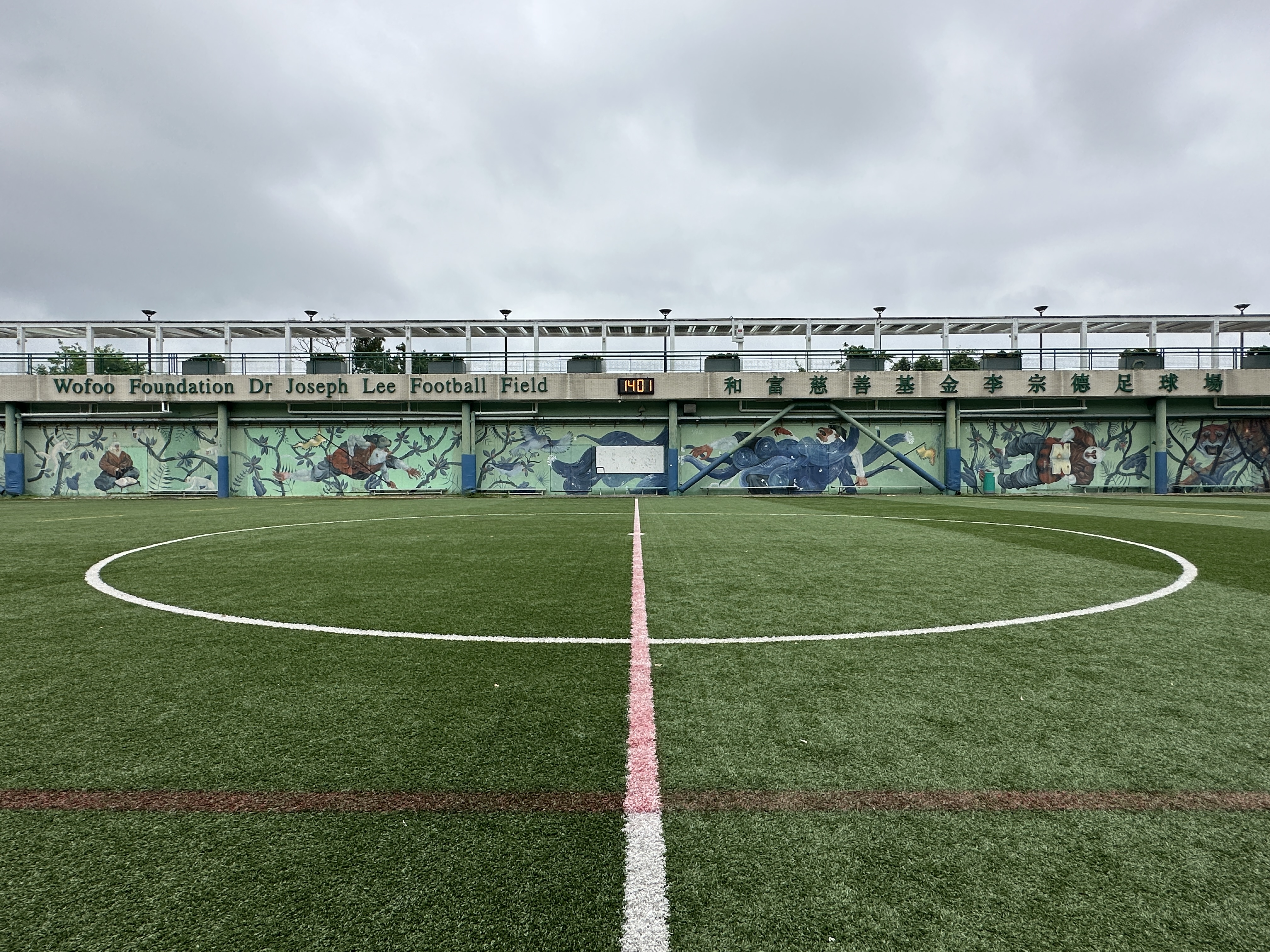
和富慈善基金李宗德足球場

香港教育大學運動中心位於大埔白石角優景里，毗連大埔39區香港中文大學拓展用地及天賦海灣，佔地約5.3公頃，由中國建築國際承建，設有可容納1,200名觀眾的有蓋看台、四百米全天候跑道、天然草足球場（和富慈善基金李宗德足球場）、可作足球場或曲棍球場之人造草場、5個網球場、緩跑徑、健身室、其他康體活動設施及停車場。
於2021年度香港行政長官施政報告，特首林鄭月娥宣佈為改善白石角和科學園一帶公共交通接駁，將會邀請港鐵以現時白石角的香港教育大學運動中心用地為基礎，研究興建東鐵線白石角站，而教大運動中心將會重置到大學本部附近的地點，達至附近工作或居住的港鐵乘客及大學之間的雙贏局面。

### 市區分校
現時共設有兩間市區分校，正式名稱為「教學中心」，分別位於新界東將軍澳及港島北角。
香港教育大學市區分校最初設於原葛量洪教育學院校址內、後來先後遷往西九龍大角咀深旺道3號嘉運大廈及浪澄灣，2011年
8月起遷至將軍澳敬賢里1號、原坑口中心成杏芳紀念小學的校舍，並易名為「將軍澳教學中心」。設有課室、電腦室、多媒體室、多用途室、藝術室、音樂室、會議室及演講室等。亦設有市區分校校務處、圖書館、資訊科技服務處及香港教育學院持續專業教育學院（SCPE）。2023年，再於北角長康街19號北角衞理小學舊址設立「北角教學中心」，設有12個備有多媒體設施的課室、行政會議室、可容納百多人的演講廳、學習共享空間，以及1間人工智能教育實驗室，作為推廣普及人工智能的基地及為現職教師及相關人士提供培訓課程。2023年9月27日，北角教學中心正式啟用。

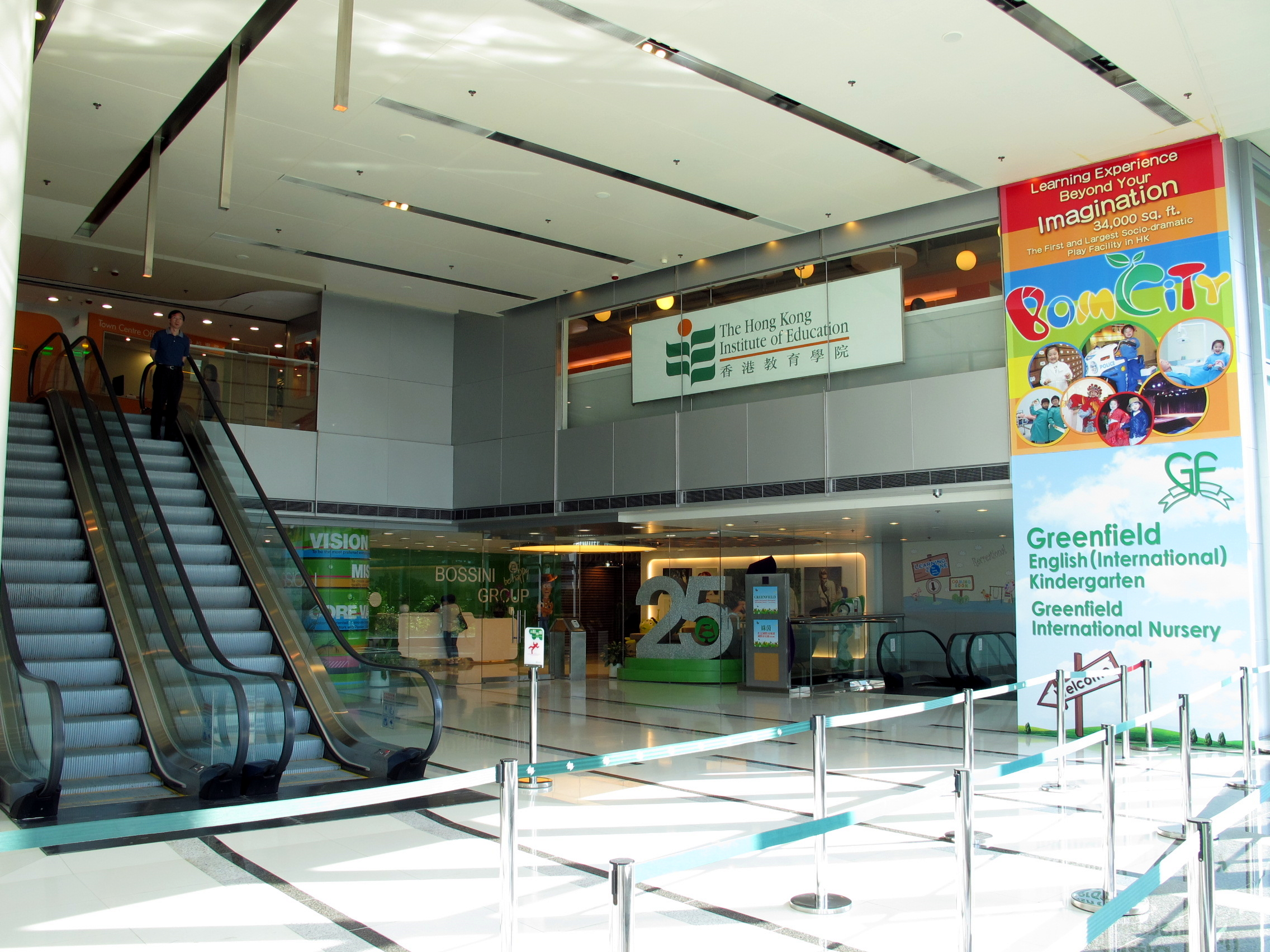
西九龍大角咀浪澄灣商場內的香港教育學院分部
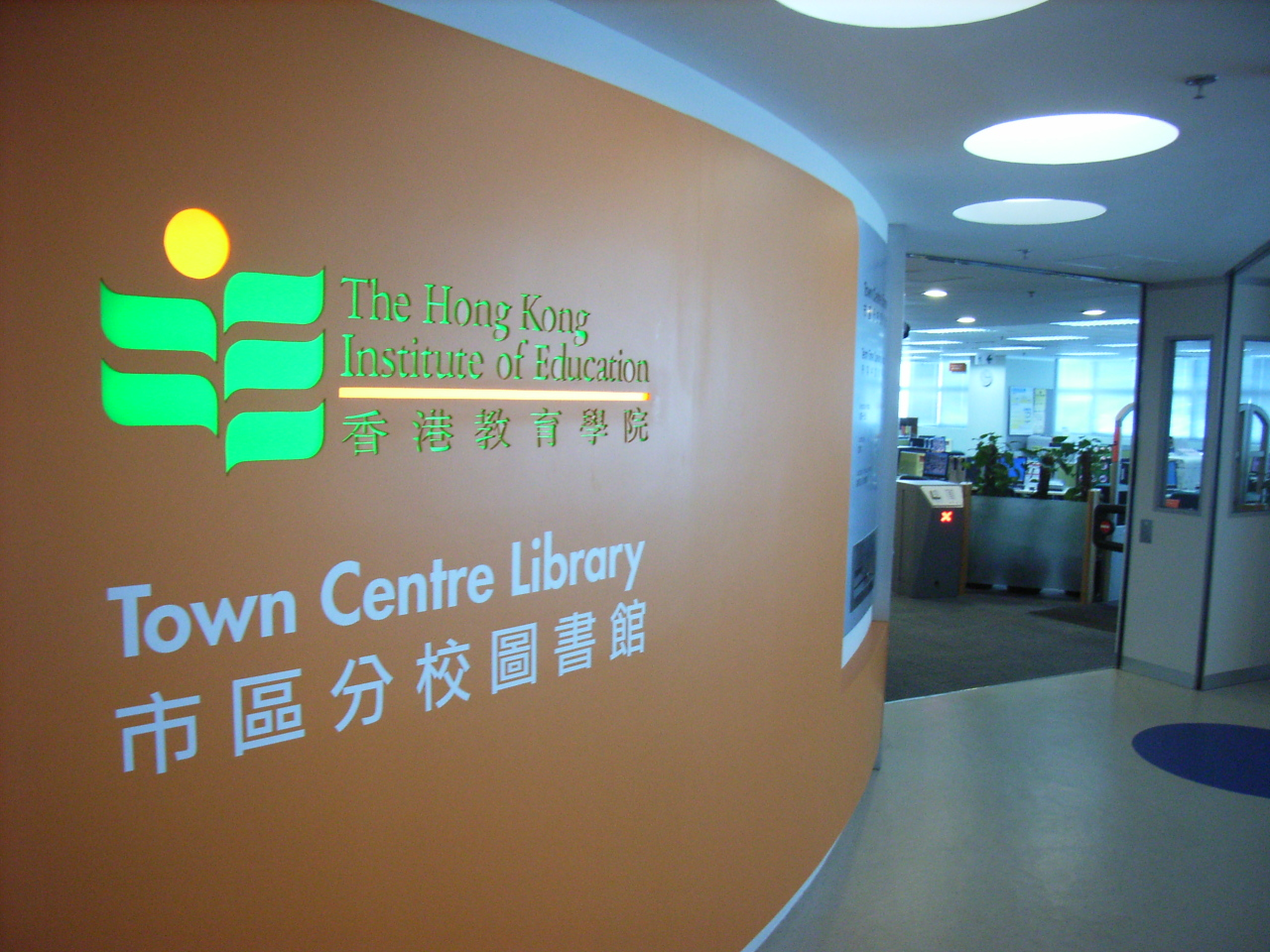
大角咀香港教育學院分部之圖書館
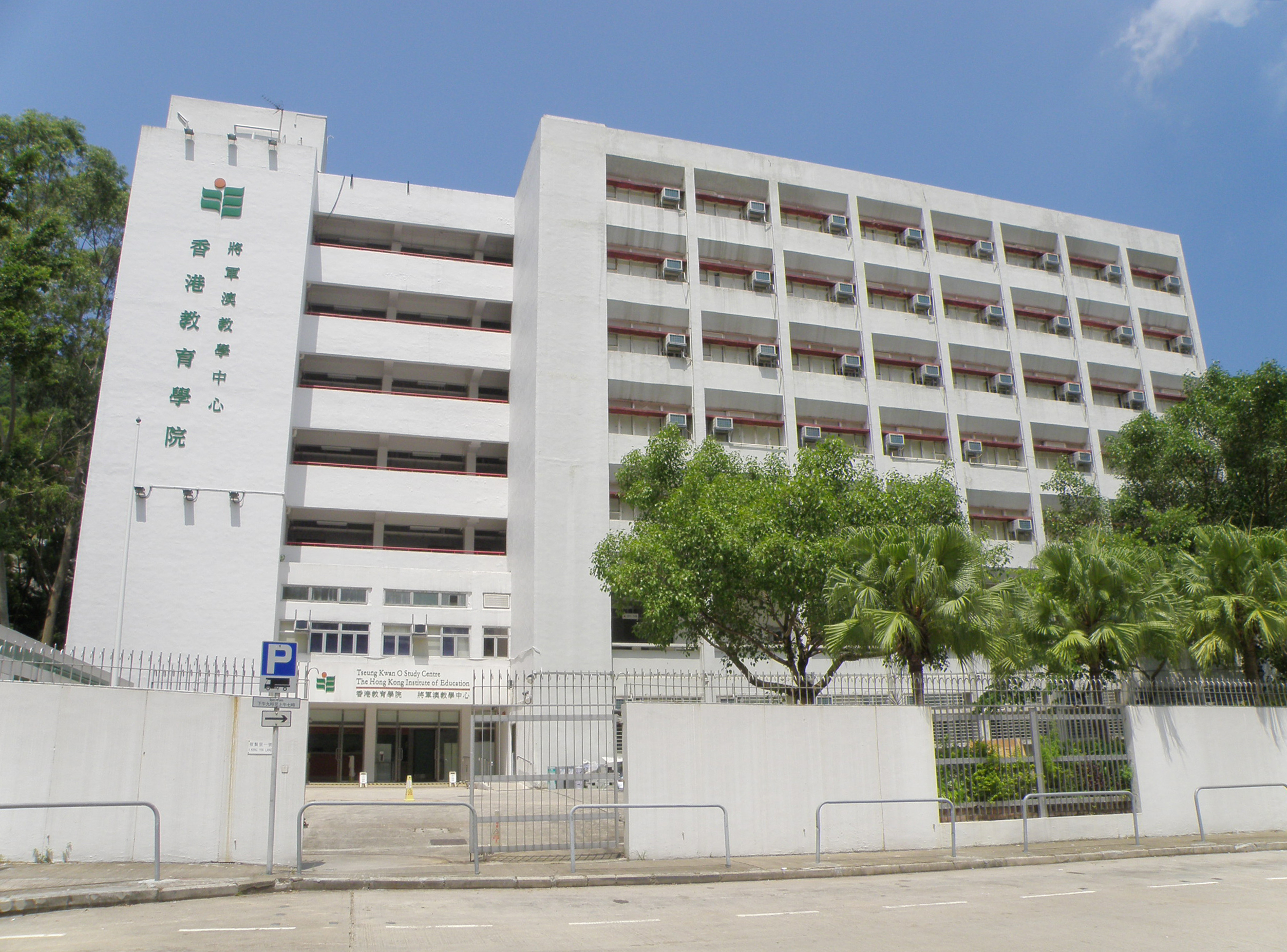
將軍澳教學中心

## 學生組織
- 香港教育大學學生會（已於2022年1月20日被校方拒絕承認）

## 學術泛論

### 排名聲譽
2021年SCImago期刊排名發布（全球大學及科研機構排名榜單），香港教育大學全球科研能力排名（Research Rank）417位，香港院校第7位。2018年，教大的教育及師資培訓在國際QS世界大學排名中位列全球第9名、亞洲區第2名；語言學則位列全球首151-200名 。教大發展時間較短的心理學和社會科學及管理也分別於2018年在國際QS世界大學排名中取得全球第251-300名和第323名
2024年11月6日，國際高等教育研究機構 Quacquarelli Symonds（QS）公布的「QS世界大學排名：亞洲2025」中，教大首次參與排名，排名第212位。
教大繼參加QS學科排名之後，首次參與綜合性的QS世界大學排名。2025年6月19日，國際高等教育研究機構 Quacquarelli Symonds（QS）公布的「2026年QS世界大學排名」（QS World University Rankings 2026）中，首次晉身前35%，位列全球第530位，亞洲第161位，香港第7位。
在地區認受性方面，按2004-2016年香港大學民意研究計劃調查結果，教大在「港人眼中的大專院校排名」中名列第7 ，亦於2016年「本港僱主最願意聘用的大學畢業生」調查中名列第7。

## 爭議事件

### 兩名學生在民主牆張貼冒犯標語
2017年9月7日，教育局副局長蔡若蓮的兒子潘匡仁跳樓身亡的消息傳出後，民主牆同日一度出現冒犯標語。教大校長張仁良形容有關字句「超越人性的底線」，作為校長責無旁貸，對事件感到非常痛心和內疚，並稱會翻查閉路電視片段，嚴肅處理事件。教大校董會主席馬時亨表明追究到底，至於是否暗示會開除涉事者學籍，他表示「沒有這樣說」，稱一切按機制去辦。學生會長黎曉晴批評校方打壓言論自由，學生會已就該標語因帶有人身攻擊及侮辱性內容，幹事已立即將該標語除下。不過事件是否真是學生所為，教大校長張仁良稱還要調查。有學者直言，外界不應對教大學生早下判斷，對他們公審。
此外，學生會質疑校方將閉路電視截圖公開予傳媒，令兩名懷疑涉事者外貌在未審先判下曝光，批評此行為等同出賣學生。教育大學對截圖外洩高度關注及深表遺憾，又指有關片段只作保安用途，校方將通知私隱專員公署跟進，呼籲各方停止轉發有關圖片。惟要留意現時沒有證據證明張貼者與教育大學有任何關連。
香港教育局於9月7日發出聲明譴責在香港教育大學張貼的「恭喜」蔡若蓮喪子字句是歹毒及惡意冒犯行為。香港特首林鄭月娥，香港教育局局長楊潤雄都嚴厲譴責香港教育大學民主牆出現譏諷副局長蔡若蓮兒子身亡的標語是「極之涼薄和侮辱，超越社會底線」，指出「言論自由並非完全沒有限制，學術自由和院校自主也非鼓吹歪論的藉口」。
9月8日，多個親中團體約40人到校園抗議，對事件表達不滿，應公開向蔡若連道歉。
9月9日凌晨約兩時，民主牆出現以簡體字打印冒犯已故諾貝爾和平獎得主劉曉波及其遺孀劉霞言論。教大校方對此表示極度遺憾，並予以強烈譴責。惟也要留意現時同樣沒有證據證明是次張貼者與教育大學有任何關連，張貼者亦未有依規則在海報上登記學生資料。
同日，教大學生會會長黎曉晴引述校方指，有學校校長稱將「永不錄用」教大學生或近幾屆畢業生，傳言10名學生因此風波被取消實習機會，認為校方應協助有關學生。教育局局長楊潤雄譴責民主牆有張貼冒犯劉曉波及其家人字句，但他指未聽過不錄用教大學生的言論，相信校長是理性，並且有機制處理。
校方自行調查三個月後證實是教大校內學生所為。但據了解，該2名同學非教育主修學生，相信不會成為老師。
教協副會長兼立法會教育界議員葉建源表示，早前有人在教育大學張貼奚落教育局副局長蔡若蓮喪子的標語，是不可接受，應受到譴責，但他認為不涉及事件的教大學生，不應受到懲罰，希望各方不要激化事件。他亦了解，事件沉澱一段時間後，有校長已經回心轉意，願意錄用教大畢業生。
隨後，2名張貼冒犯標語的學生已被嚴正處理，但沒有公開懲處細節，相信有關紀錄會對兩名涉事學生將來升學或工作有一定影響，相反張貼有相同標語的香港城市大學則沒有作出後續處理。

### 教大兩名教授被揭發抄襲論文
2018年1月，香港教育大學數學與資訊科技學系教授江紹祥及助理教授宋燕捷，兩名教大學者被揭發利用相似度超過六成的論文重複在學術期刊發表，通過自我抄襲影響工作績效評估，期刊出版發現教大學者的違規行為後，即時將論文抽起不予發表。拒絕刊登教大論文的期刊出版社《數碼時代教學研究新模式》（Emerging Practices in Scholarship of Learning and Teaching in a Digital Era）指出，兩人曾於2016年8月在另一出版社《互聯網及高等教育》（Internet and Higher Education）發表名為「高等教育的學習與教學·自備工具的可行性及限制：教師角度」的論文，到2017年又於出版社投稿發表名為「高等教育的學習·自備工具的可行性及限制：教師角度」的論文，但兩篇論文都是相同角度的文章，不但文章題目一樣，內容中也多處一樣，舊版是4,527字，新版字數減少至3,979字，就連所用的圖表也相同，期刊出版社審定後確定有抄襲行為，因此拒絕刊登，出版社同時強調絕不容許抄襲行為。有傳媒使用香港中文大學的抄襲檢測系統「維誠 （VeriGuide （页面存档备份，存于））」檢查兩篇論文，確定兩者相似度高達百分之63，內文225句有143句相似，而兩篇論文均屬於香港教育大學的資助研究項目。教大數學與資訊科技學系教授江紹祥，曾經任職優質教育基金評審及監察專責委員會委員，在回應時承認「做漏咗」及收到學術期刊指其涉嫌違反操守，但否認涉及重複發布論文或自我抄襲，又稱與教大的論文產量要求無關。由於論文發表量對學者的績效及大學排名有影響，教大學者的抄襲行為被認為是違反學術誠信，香港教育大學則不評論其高層及學者的抄襲行為，與教大同為研究型大學的香港大學在同期亦發生陳德儀副教授抄襲論文的事件，事件被揭發後港大沒有追究，只是補上勘誤聲明了事，教大對比下屬於個別的巧合情況，因此處理方法並無不妥。

## 影視作品取景
- 2004年無綫電視電視劇《赤沙印記@四葉草.2》
- 2005年無綫電視電視劇《隨時候命》第八集、第二十三集、第二十四集
- 2007年香港電影《地獄第19層》
- 2008年無綫電視電視劇《尖子攻略》
- 2011年無綫電視電視劇《法證先鋒III》
- 2012年無綫電視電視劇《缺宅男女》
- 2013年無綫電視電視劇《戀愛季節》第七集
- 2013年香港電影《狂舞派》
- 2014年無綫電視電視劇《叛逃》第十一集、第十二集
- 2015年香港電影《雛妓》

## 外部連結
- 官方网站